# Dodge Monaco

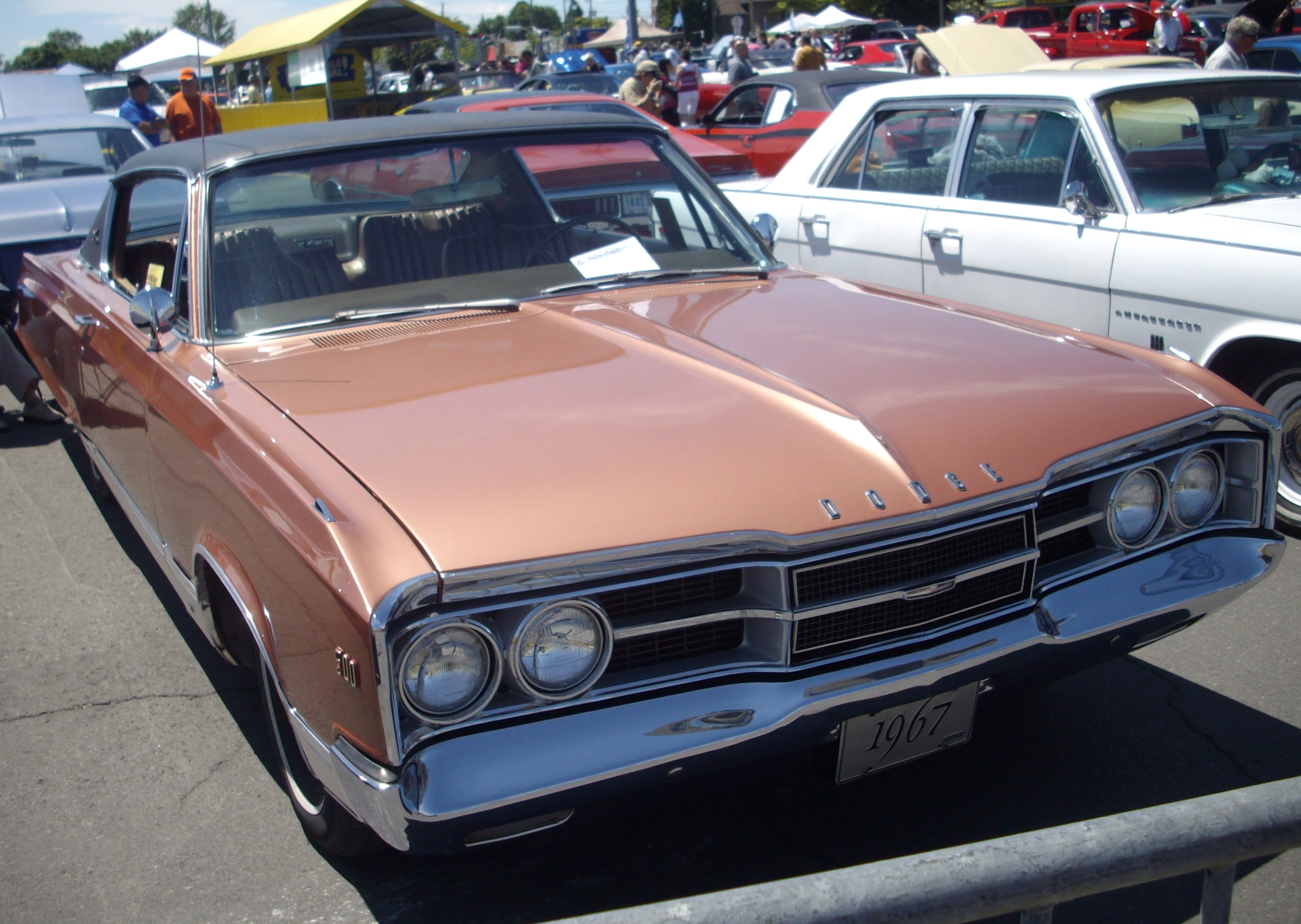
1967 Dodge Monaco 500

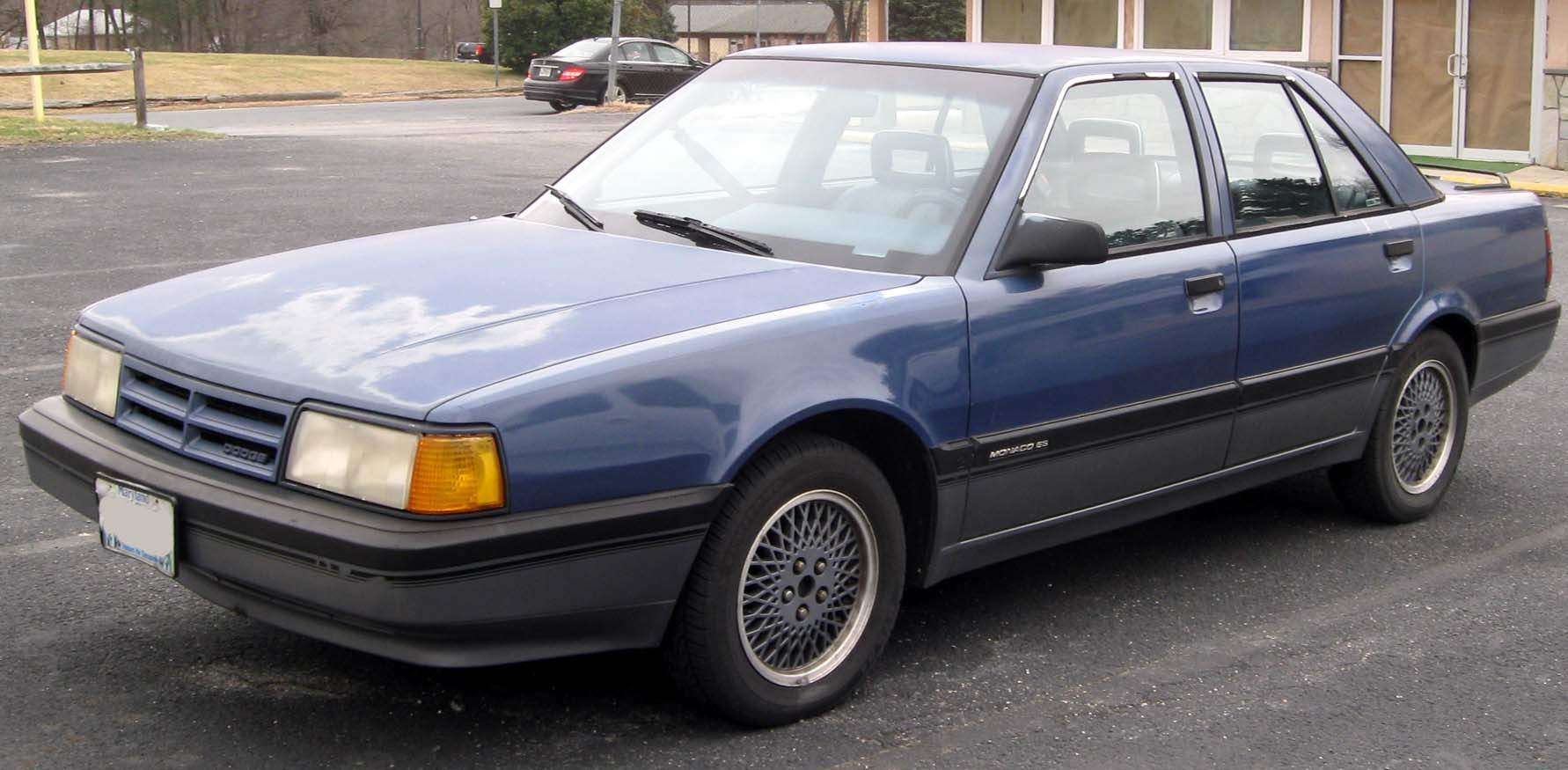
Dodge Monaco, modellåren 1990-1992

Dodge Monaco var en bil som producerades av och såldes under Dodge, åren 1965-1978 och 1990-1992.

## 1965-1968
Dodge Monaco var tänkt att konkurrera med Pontiac Grand Prix, i vad som kom att kallas "personliga lyxmarknaden". 1965 års Monaco infördes den 25 september 1964 och var baserad på Custom 880 tvådörrars hardtop-kupè. Men Monaco hade fått annorlunda bakljus, en specialbehandlad grill och en sportigare interiör. Samt en 383 kubiktums (6,28 liter) 315 hk (235 kW) V8-motor som standardutrustning. Större, kraftfullare motorer fanns även som alternativ.
Chrysler Canada Ltd. marknadsförde Dodge Monaco som var Dodges version av Plymouth Sport Fury i Kanada. Den fanns i hardtopkupè eller cabriolet som karossalternativ. Emellertid var kanadensiska Monacos utrustade med Plymouth instrumentpaneler 1965 och 1966. Till skillnad från den amerikanska Monaco-modellen, så skulle den kanadensiska Monaco-modellen tas med en 318 kubiktums (5,21 liter) V8 eller till och med en sexcylindrig motor.
- Produktion: 1965-1968

- Klass: Full storlek

- Kaross: 
  - två-dörrars Hardtop
  - fyra-dörrars Sedan
  - fyra-dörrars Hardtop
  - två-dörrars Cabriolet
  - fyra-dörrars Kombi

- Plattform: C-Kaross

- Motor: 
  - 225 cu in (3,69 liter) slant-six
  - 318 cu in (5,21 liter) LA V8
  - 360 cu in (5,9 liter) LA V8
  - 383 cu in (6,28 liter) B V8
  - 400 cu in (6,6 liter) B V8
  - 440 cu in (7,2 liter) RB V8

- Hjulbas: 3 100 mm (121 tum)

- Längd: 5 420 mm (213,3 tum)

- Bredd: 2 000 mm (80 tum)

- Höjd: 1 430 mm (56,4 tum)